# Список индийских каст

## Касты по алфавиту

### А
- Авана — мусульманская земледельческая каста в Пенджабе, притязающая на арабское происхождение[источник?].
- Агарвал — торговцы в Северной Индии. Многие члены этой касты джайны[источник?].
- Агхорипантхи — разряд нищих, которые утверждают, что питаются падалью[источник?].
- Араин — садовники.
- Арора — торговцы.
- Ахар — скотоводы и пастухи в Рохилканде.
- Ахир — пастухи-скотоводы и торговцы молоком, а также земледельцы.

### Б
- Бавури — корзинщики ( Южная Индия)[источник?].
- Багди — рыбаки и лодочники.
- Банья — торговцы, банкиры[источник?].
- Байраги — нищенствующие монахи.
- Банспхор — поделки из бамбука (банс — бамбук)[источник?].
- Бант — крестьяне.
- Бархай — плотники.
- Беллара — корзинщики (Южная Индия)[источник?].
- Бханги — мусорщики.
- Бхарбунджа — каста, которая занимается поджариванием зерна и плетением корзин[источник?].
- Бхатра — каста брахманов, живущих милостыней.
- Бхой — рыбаки и лодочники.
- Бхиспи — водоносы.
- Бхуинхары (бахханы) — землевладельцы (штат Бихар на востоке Индии).

### В
- Ваддера — каменщики и землекопы (Южная Индия).
- Вани — торговцы.
- Веллал — крестьяне (Южная Индия).
- Вешья — танцовщицы и гетеры.
- Вайшми — торговцы.

### Г
- Гадария — овцеводы.
- Гадди — скотоводы.
- Гамалла — виноделы.
- Гоала — пастухи и скотоводы.
- Госаин — нищенствующие монахи.
- Гудала — корзинщики.
- Гуджар — землевладельцы.
- Гхасияра (букв.: торговец сеном) — одна из самых презираемых и отсталых каст.

### Д
- Дарат — мусульманская каста (Керала).
- Дарзи — портные.
- Джалия — рыбаки и лодочники.
- Джангам — священники.
- Джат — землевладельцы (Харьяна, Пенджаб).
- Джоги — нищенствующие монахи.
- Джуги — ткачи.
- Джулаха — ткачи.
- Джхинвар — водоносы.
- Дикшитар — каста брахманов в Чидамбарам.
- Дом — кочевники.
- Дхангар — овцеводы.
- Дхедх — кожевники.
- Дхимар — водоносы.
- Дхоби — стиральщики белья.
- Дхор — кожевники.

### И
- Идига — виноделы (Южная Индия).
- Изхаван — виноделы (Южная Индия).

### К
- Кайбартха — рыбаки и лодочники.
- Камар — кузнецы.
- Капу — земледельцы (Андхра).
- Кахар — водоносы.
- Каястха (каяштха) — писари. (см. Шривастав).
- Коли — землевладельцы (Гуджарат).
- Комати — торговая каста (Андхра).
- Кори — ткачи.
- Кошти — ткачи.
- Кумбхар — гончары.
- Кумор — гончары.
- Кумхар — гончары.
- Кунби — землевладельцы.
- Курми — землевладельцы.
- Кхати — плотники.
- Кхатри — торговцы.
- Кходжа — торговцы.

### Л
- Лодха — землевладельцы (Уттар-Прадеш).
- Лохар — кузнецы.

### М
- Маратхи — землевладельцы (Махараштра).
- Марвари — купцы, бизнесмены.
- Мираси — музыканты, сказители, знатоки родословных.
- Муккуван — рыбаки (Малаялам).

### Н
- Намбудири — каста брахманов в Керале.

### О
- Од — каста, занимающаяся расчисткой каналов или постройкой домов.
- Оджха — лекари, знахари и маги; подкаста брахманов (Северная Индия).
- Охри — каста кхатри.

### П
- Патидары — землевладельцы (Гуджарат).

### Р
- Раджбанси — землевладельцы (Бенгалия).
- Раджпуты — землевладельцы (Уттар-Прадеш).

### Х
- Хаджджам[англ.] — цирюльники (мусульмане).
- Халваи[англ.] — каста кондитеров.
- Хиджра — неприкасаемые в Индии, Бангладеш и Пакистане.

### Ч
- Чамар — одна из низших каст, каста кожевников.
- Чандала — член низшей касты в древней Индии.
- Чаран — барды, писатели, рассказчики (Гуджарат).
- Чекаван — виноделы (Керала).
- Четти, четтияр — купцы, ростовщики, банкиры (Керала, Мьянма, Шри-Ланка).
- Чунгаттан — каста рыбаков на Малабарском побережье.

### Ш
- Шанан, шанар — каста, занимающаяся добычей пальмового сока.
- Шаундика — винокуры и виноторговцы.

## Касты по специальности

### Северная Индия

#### Б
- Брахманы.

#### В
- Водонос. (Касты: бхисти, дхимар, джхинвар, кахар и др.)

#### Г
- Гончар. (Касты: кумхар, кумбхар, кумор и др.)

#### З
- Земледелец и воин. (Касты: бхуинхар, гуджар, джат, коли, кунби, курми, лодха, маратха, патидар, раджбанси, раджпут и др.)

#### К
- Кожевник. (Касты: дхор, чамар, чамбхар, махар и др.)
- Козопас и овцевод. (Касты: дхангар, гадария и др.)
- Кузнецы. (Касты: лохар, камар и др.)

#### М
- Маслоделы. (Касты: тели, тили и др.)
- Мусорщик. (Касты: бханги, чандал, чурха и др.)

#### Н
- Нищенствующий монах. (Касты: байраги, факир, госаин, косвами, джоги и др.)

#### П
- Парикмахер. (Касты: хаджджам, най, нхави, напит и др.)
- Пастух-скотовод. (Касты: ахир, гоала и др.)
- Писец. (Касты: каяштха, прабху и др.)
- Плотник. (Касты: бархай, кхати, сутар и др.)
- Портной. (Касты: дарзи, шимпи и др.)

#### Р
- Рыбак и лодочник. (Касты: бхой, багди, джалия, кайбартха, коли, маллахи и др.)

#### С
- Садовник. (Касты: араин, качхи, мали и др.)
- Стиральщик белья (прачка). (Касты: дхоби, парит и др.)

#### Т
- Ткач. (Касты: кори, кошти, джуги, джулаха, сали, танти и др.)
- Торговец. (Касты: арора, банья, бохра, кхатри, кходжа, лохана, махаджан, марвари, вани, ванья и др.)

#### Ю
- Ювелир. (Касты: сонар, сварнакер и др.)

### Южная Индия

#### Б
- Брахманы. Намбудири

#### В
- Виноделы. (Касты: гамалла, идига, изхаван, шанан, тьян, ята и др.)
- Вор и грабитель. (Касты: каллар, корава, маравар и др.)

#### К
- Каменщик и землекоп. (Касты: одде, ваддар и др.)
- Корзинщик. (Касты: бавури, беллара, эрула, гудала, меда, параян и др.)
- Крестьянин. (Касты: бант, кург, камма, надувар, найяр, оккалига, реди, веллал, велами и др.)

#### С
- Священнослужитель. (Касты: джангам, куруккал, пандарам, пуджари и др.)